# Flavoperla
Flavoperla és un gènere d'insectes plecòpters pertanyent a la família dels pèrlids que es troba a Àsia.

## Taxonomia
- Flavoperla biocellata (Chu, 1929)
- Flavoperla dao (Stark & Sivec, 2008)
- Flavoperla hagiensis (Okamoto, 1912)
- Flavoperla hatakeyamae (Okamoto, 1912)
- Flavoperla hmong (Stark & Sivec, 2008)
- Flavoperla lineata (Uchida, 1990)
- Flavoperla lucida (Klapálek, 1913)
- Flavoperla okamotoi (Zhiltzova, 1979)
- Flavoperla ovalolobata (Wu, C.F., 1948)
- Flavoperla pallida (Stark & Sivec, 2008)
- Flavoperla thoracica (Okamoto, 1912)
- Flavoperla tobei (Okamoto, 1912)[4][5][6][3]